# Silvio F. Balbuena
Silvio F. Balbuena (Madrid, 1930 – 2010) è stato un regista e sceneggiatore spagnolo.

## Biografia
Silvio Fernández Balbuena inizia la sua carriera nel mondo del cinema negli anni ‘60. Ha lavorato con il regista Manuel Caño ed insieme realizzarono Siempre en mi recuerdo (1962), ed il film Sonría por favor (1964). Noto per aver diretto il film di fantascienza S.O.S. invasión nel 1969.
Nel 1978 scrisse un romanzo sulla figura del controverso sacerdote e senatore Xirinacs.

## Filmografia

### Regia e sceneggiatore
- Siempre en mi recuerdo co-diretto con Manuel Caño (1962)
- Prohibido soñar (1964)
- Los celos y el duende (1967)
- Fango (1977)
- Una mujer y un cobarde (1979)

### Regia
- Sonría, por favor co-diretto con Manuel Caño (1964)
- S.O.S. invasión (1969)
- Escrito en la niebla (1982)

### Sceneggiatore
- Pisito de solteras, regia di Fernando Merino (1973)